# Mały Szlak Beskidzki
Mały Szlak Beskidzki (dawniej znany jako „Szlak Północny”) – szlak turystyczny o długości 137 kilometrów, znakowany kolorem czerwonym, biegnący od Straconki w Bielsku-Białej (Beskid Mały) po Luboń Wielki (Beskid Wyspowy). Jest czwartym pod względem długości szlakiem polskich Karpat. Prowadzi przez tereny Beskidów, które omija swoim przebiegiem Główny Szlak Beskidzki: Beskid Mały, Beskid Makowski oraz Beskid Wyspowy.

## Przebieg, czas oraz atrakcje szlaku

### Beskid Mały
| Odległość | Czas (h) | Wysokość (n.p.m.) | Atrakcje                               | Miejsce                                        | Skrzyżowania szlaków |
| --------- | -------- | ----------------- | -------------------------------------- | ---------------------------------------------- | --- |
| 0,0 km    |          | 430 m             | kościół · autobus                      | Bielsko-Biała Straconka                        | – na Smerekowiec przez Schronisko PTTK na Magurce Wilkowickiej 1:45 h, Stację PKP Wilkowice-Bystra 3:05 h, Bystrą 3:45 h, Przeł. Kołowrót 4:55 h, Schronisko PTTK na Klimczoku 6:15 – 6:45 h, Szczyrk 7:45 – 8:15 h, Skrzyczne, Baranią Górę, Istebną Bucznik, schronisko PTTK na Stożku, Stację PKP Wisła Głębce, i przełęcz Kubalonka – do Międzybrodzia Skalskiego 3 h przez Schronisko PTTK na Magurce Wilkowickiej 1:05 h i Międzybrodzie Bialskie 2:20 h |
| 3,4 km    | 1:25     | 808 m             | szczyt                                 | Gaiki                                          | – do Suchej Beskidzkiej PKP przez Międzybrodzie Bialskie nad Jeziorem Międzybrodzkim 1:25 h, zaporę Porąbka 1:50 h, Porąbkę 2:20 h, Trzonkę 5 – 5:15 h, Kocierz Rychwałdzki 8 – 8:30 h, Łamaną Skałę (wsch. zbocze), Targoszów i Krzeszów · – Lipnik Górny 1 h ← → Przysłop Cisowy 5:45 – 6:15 h przez Schronisko PTTK na Magurce Wilkowickiej 1:25 h i Czernichów 3:30 h                                                                                      |
| 5,5 km    | 2:00     | 710 m             | przełęcz · kaplica · źródło            | Przełęcz U Panienki                            | – do Lipnika Górnego 1:05 h · – Kozy 1:10 h ← → Chrobacza Łąka 0:30 h |
| 6,7 km    | 2:30     | 828 m             | szczyt · schronisko · punkt widokowy   | Chrobacza Łąka                                 | – odbija do Zapory Porąbka 1:25 h |
| 11,6 km   | 3:55     | 320 m             | autobus                                | Zapora Porąbka                                 | – Kozy 2:20 h · – Kozy 3:30 h przez Chrobaczą Łąkę 1:55 h · – Gaiki 2:20 h ← → Sucha Beskidzka PKP przez Trzonkę 2:45 h, Kocierz Rychwałdzki 6 h, Łamaną Skałę (wsch. zbocze), Targoszów i Krzeszów |
| 15,0 km   | 5:20     | 761 m             | szczyt · punkt widokowy                | Żar                                            | |
| 15,5 km   | 5:30     | 700 m             | punkt widokowy                         | Zbiornik wody Żar                              | |
| 17,1 km   | 6:10     | 827 m             | szczyt · punkt widokowy                | Kiczera                                        | |
| 19,4 km   | 6:55     | 795 m             | przełęcz                               | Przysłop Cisowy                                | – Kozy 6:40 – 7 h przez Czernichów 2:15 h i Schronisko PTTK na Magurce Wilkowickiej 4:45 h |
| 23,3 km   | 8:15     | 756 m             | przełęcz · schronisko · autobus        | Przełęcz Kocierska (zajazd)                    | – Gaiki 6:45 h przez Trzonkę 2:15 h i Porąbkę 4 h oraz Zaporę Porąbka 4:30 h, ← → Sucha Beskidzka PKP przez Kocierz Rychwałdzki 0:50, Łamaną Skałę (wsch. zbocze) 3:45 h, Targoszów 5:20 h i Krzeszów 5:50 – 6 h |
| 27,5 km   | 9:35     | 884 m             | szczyt · punkt widokowy · kaplica      | Potrójna                                       | – Trzonka 2:50 h przez Targanice 1:30 h, – Chatka na Potrójnej 0:05 h, – Chatka pod Potrójną 0:20 h |
| 30,6 km   | 10:30    | 929 m             | szczyt · skały · rezerwat krajobrazowy | Łamana Skała                                   | |
| 31,0 km   | 10:35    | 888 m             | rezerwat krajobrazowy                  | Łamana Skała (wsch. zbocze)                    | (Szlak Papieski) – Hucisko PKP 3:50 h przez Kocoń 1:30 h i Ślemień 2:10 h · – Gaiki przez Kocierz Rychwałdzki 2:35 h, Przełęcz Kocierską (zajazd) 3:40 h, Trzonkę 5:50 – 6 h, Porąbkę 7:30 – 8 h i Zaporę Porąbka ← → Sucha Beskidzka PKP 5:25 h przez Targoszów 1:35 h i Krzeszów 2:10 h |
| 32,2 km   | 11:00    | 863 m             | szczyt                                 | Na Beskidzie                                   | |
| 35,5 km   | 12:00    | 922 m             | szczyt · punkt widokowy                | Leskowiec                                      | |
| 36,3 km   | 12:10    | 890 m             | schronisko · kaplica                   | Schronisko PTTK Leskowiec – Groń Jana Pawła II | – Rzyki Jagódki 1 h · – Krzeszów Dolny PKS 2:10 h przez Targoszów 1:35 h ← → Czartak PKS 2:25 h · – Andrychów PKP 3:30 h przez Ostry Wierch (zach. zbocze) 2:10 h ← → Świnna Poręba 2:10 h · (Szlak Papieski) – Wadowice PKP 3:45 h przez Ponikiew 1:35 h i Zawadkę 2:45 h ← → Tarnawa Górna PKS 1:15 h |
| 41,9 km   | 13:20    | 486 m             | autobus                                | Krzeszów Górny                                 | |
| 44,8 km   | 14:15    | 727 m             | szczyt · punkt widokowy · skały        | Żurawnica                                      | – Gaiki przez Krzeszów Dolny 1:25 h, Targoszów 2 h, Łamaną Skałę (wsch. zbocze) 4 h, Kocierz Rychwałdzki 6:30 – 6:45 h, Przełęcz Kocierską (zajazd) 7:30 – 8 h, Trzonkę, Porąbkę i Zaporę Porąbka ← → Gołuszkowa Góra 0:25 h |
| 45,9 km   | 14:40    | 654 m             | punkt widokowy                         | Gołuszkowa Góra (płn. zbocze)                  | – odbija do Suchej Beskidzkiej PKP 1:40 h |
| 51,8 km   | 16:10    | 302 m             | kolej · autobus                        | Zembrzyce PKP                                  | |

### Beskid Makowski
| Odległość | Czas (h) | Wysokość (n.p.m.) | Atrakcje                                     | Miejsce                               | Skrzyżowania szlaków |
| --------- | -------- | ----------------- | -------------------------------------------- | ------------------------------------- | --- |
| 0,0 km    |          | 302 m             | kolej · autobus                              | Zembrzyce PKP                         | |
| b/d       | 0:15     | 330 m             | kościół · zabytek · autobus                  | Zembrzyce (centrum)                   | |
| 7,2 km    | 2:00     | 603 m             | szczyt                                       | Chełm                                 | – Żar 2:15 h przez Stryszów 0:55 h |
| 9,6 km    | 2:30     | 581 m             | szczyt                                       | Chełm Wschodni                        | – Myślenice PKS 6:45 – 7:15 h przez Lanckoronę 1:20 h i Sułkowice 2:50 h oraz Barnasiówkę 4:45 – 5 h · – Kalwaria Zebrzydowska Lanckorona PKP 2:40 h przez Stronie 0:45 h i Żar 1:40 h ← → Maków Podhalański 3:05 h przez Budzów 1:15 h |
| 14,7 km   | 3:45     | 473 m             | kościół · autobus                            | Palcza                                | |
| 17,0 km   | 4:20     | 495 m             | autobus                                      | Harbutowice Końcówka                  | – Brzeźnica PKP przez Ruskówkę 0:40 h, Lanckoronę 2 h, Lanckorońską Górę 2:15 h, Kalwarię Zebrzydowską Lanckoronę PKP 3:15 h, Przytkowice PKP, Drabóż i Marcyporębę ← → Babica Zachodnia 0:20 h |
| 18,4 km   | 4:40     | 633 m             | szczyt · punkt widokowy                      | Babica Zachodnia                      | – skręca do Łopusznej przez Bieńkówkę 0:20 h, Koskową Górę 1:40 h, Groń 3:35 h, Jordanów 5:15 – 5:30 h, Luboń Mały PKS (Zakopianka) 6:45 – 7:15 h, Luboń Wielki 9 – 9:45 h, Rabkę Zaryte, Rabkę-Zdrój, Olszówkę, Porębę Wielką i Schronisko PTTK na Turbaczu – Ruskówka 0:30 h przez Cisy Raciborskiego 0:20 h                                                               |
| b/d       | 5:25     | 727 m             | szczyt · punkt widokowy                      | Babica                                | |
| 24,6 km   | 6:20     | 625 m             | szczyt · punkt widokowy                      | Trzebuńska Góra                       | |
| b/d       | 7:20     | 617 m             | szczyt                                       | Sularzowa                             | |
| 29,7 km   | 7:35     | 602 m             |                                              | Sularzowa (wsch. zbocze)              | – Cupel 8:30 – 9 h przez Trzebunię 0:45 h, Więcierzę 3:05 h, Skomielną Czarną 3:55 h, Groń 5:30 – 5:45 h i Osielec PKP i PKS 6:45 – 7 h |
| 35,2 km   | 9:00     | 285 m             | kościół · zabytek · muzeum · hotel · autobus | Myślenice (centrum)                   | – Chełm Wschodni 6:25 h przez Barnasiówkę 1:25 h, Sułkowice 3:15 h i Lanckoronę 4:55 h ← → Myślenice (Dworzec PKS) 0:10 h · – Kraków (Swoszowice) przez Zawadę, Siepraw, Świątniki Górne i Wrząsowice ← → Szczawa przez Trzemeśnię 2:20 h, Czasław Wżary 4:50 h, Ciecień 8 – 8:15 h, Kasinę Wielką PKP 10 – 11 h, Śnieżnicę, Przełęcz Gruszowiec, Ćwilin, Jurków i Mogielicę |
| b/d       | 9:15     | 283 m             | kościół · hotel · autobus                    | Myślenice (Zarabie)                   | – Schronisko PTTK na Kudłaczach 5:25 h przez Chełm 1:25 h, Porębę 3 h i Kamiennik Południowy 4:20 h |
| 43,3 km   | 11:25    | 622 m             | szczyt · punkt widokowy                      | Działek                               | – Maków Podhalański 9 – 9:30 h przez Pcim 1:20 h, Kotoń 3:35 h i Koskową Górę 6:30 h · – Myślenice (Zarabie) 2 h przez Chełm 1 h ← → Schronisko PTTK na Kudłaczach 3 h przez Porębę 0:35 h i Kamiennik Południowy 1:55 h |
| 45,3 km   | 12:00    | 730,48 m          | schronisko · punkt widokowy                  | Schronisko PTTK na Kudłaczach         | – Pcim 1:35 h ← → Łysina 0:45 h · – Myślenice (Zarabie) 4:45 h przez Kamiennik Południowy 1:05 h, Porębę 2 h i Chełm 3:45 h |
| 47,5 km   | 12:45    | 891 m             | szczyt                                       | Łysina                                | – Pcim 2:10 h przez Schronisko PTTK na Kudłaczach 0:35 h · – Beskidy przez Lubień 2:25 h, Zębalową 4:30 h, Naprawę Skrzyżowanie PKS 5:50 h, Jordanów 6:55 h, Jordanów PKP 7:20 h i Małą Sidzinkę ← → Wieliczka Rynek PKP przez Zasań II PKS 1:10 h, Dobczyce, Dziekanowice, Hucisko, Dobranowice i Chorągwicę                                                                |
| 48,8 km   | 13:05    | 904 m             | szczyt · ruiny                               | Lubomir (obserwatorium astronomiczne) | – Dobra PKP przez Wiśniową 2 h, Ciecień 3:30 h, Szczyrzyc 4:45 h, Jodłownik 5:35 h, Kostrzę 7 – 7:30 h, Tymbark Górny PKS 8:45 – 9:15 h, Limanową 11 – 12 h, Siekierczynę, Łukowicę, Przełęcz Ostra-Cichoń, Cichoń, Przełęcz Słopnicką, Mogielicę i Przełęcz Rydza-Śmigłego                                                                                                  |
| 52,3 km   | 13:50    | 579 m             | przełęcz                                     | Przełęcz Jaworzyce                    | |

### Beskid Wyspowy
| Odległość | Czas (h) | Wysokość (n.p.m.) | Atrakcje                                   | Miejsce                | Skrzyżowania szlaków |
| --------- | -------- | ----------------- | ------------------------------------------ | ---------------------- | --- |
| 0,0 km    |          | 579 m             | przełęcz                                   | Przełęcz Jaworzyce     | |
| 2,5 km    | 0:45     | 778 m             |                                            | Wierzbanowska Góra     | |
| 5,0 km    | 1:30     | ok. 560 m         | przełęcz                                   | Przełęcz Wielkie Drogi | – Kraków (Swoszowice) przez Wierzbanowską Przełęcz 0:40 h, Ciecień 1:45 h, Poznachowice Górne 4:15 h, Ostrysz, Trupielec, Trzemeśnię, Myślenice, Zawadę, Siepraw, Świątniki Górne i Wrząsowice ← → Kasina Wielka PKP 0:55 h |
| 6,6 km    | 2:00     | 649 m             |                                            | Dzielec                | |
| 8,2 km    | 2:25     | 569 m             | (nieczynna)                                | Kasina Wielka PKP      | odbija do Szczawy 8:30 – 9 h przez Śnieżnicę 1:20 h, Przełęcz Gruszowiec 1:50 h, Ćwilin 3 h, Jurków 4:15 h oraz Mogielicę 6:30 h                                                                                            |
| 8,6 km    | 2:45     | 497 m             | autobus · kościół                          | Kasina Wielka          | |
| 13,0 km   | 4:25     | 968 m             |                                            | Lubogoszcz             | – Jasień 5:50 h przez Mszanę Dolną 1:30 h i Ogorzałę 3:30 h |
| b/d       | 5:00     | 935 m             |                                            | Lubogoszcz Zachodni    | – Lubień 5:30 h przez Kasinkę Małą 1:50 h i Szczebel 3:50 h |
| 19,7 km   | 6:15     | 384 m             | kolej · autobus · hotel · kościół          | Mszana Dolna           | – Ćwilin 3:15 h |
| 25,9 km   | 7:55     | 634 m             | przełęcz                                   | Przełęcz Glisne        | Szczebel 1:15 h ← → Nowy Targ-Kowaniec 9 h przez Rabę Niżną 1:15 h, Niedźwiedź 2:50 h i Turbaczyk 5:15 h oraz Turbacz 7:05 h                                                                                                |
| 28,0 km   | 9:05     | 1022 m            | schronisko · rezerwat geologiczny · szczyt | Luboń Wielki           | |

## Galeria

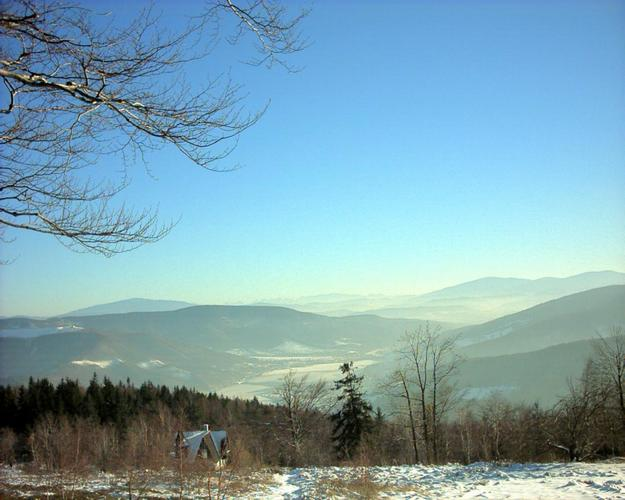
Widok z Chrobaczej Łąki
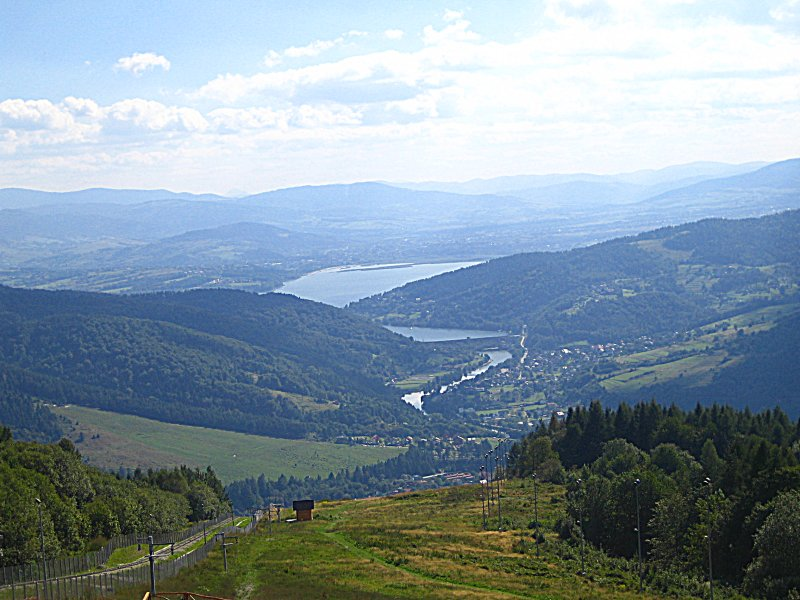
Jezioro Żywieckie widziane z Żaru
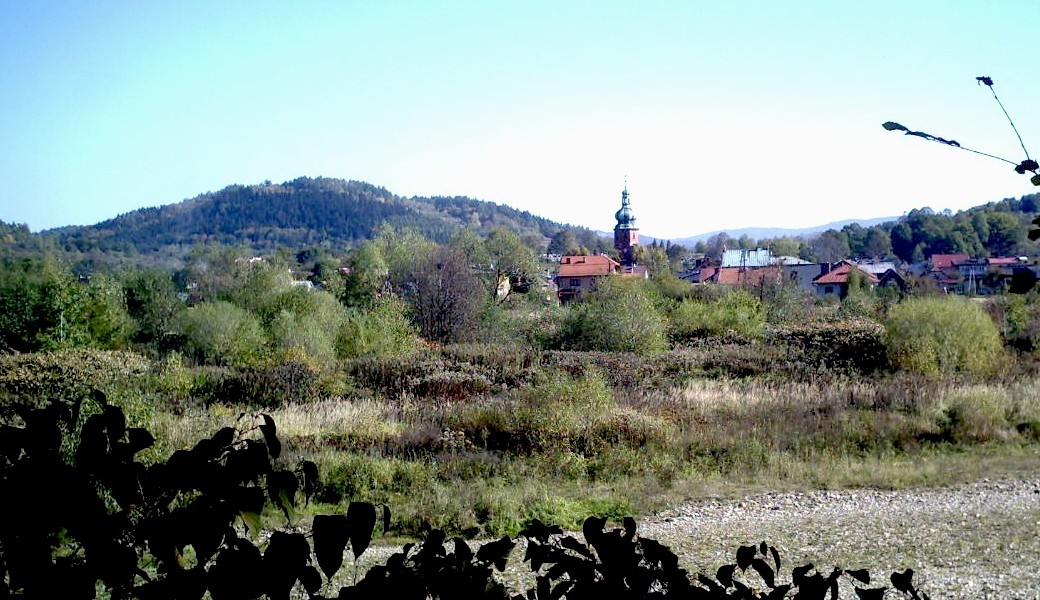
Zembrzyce
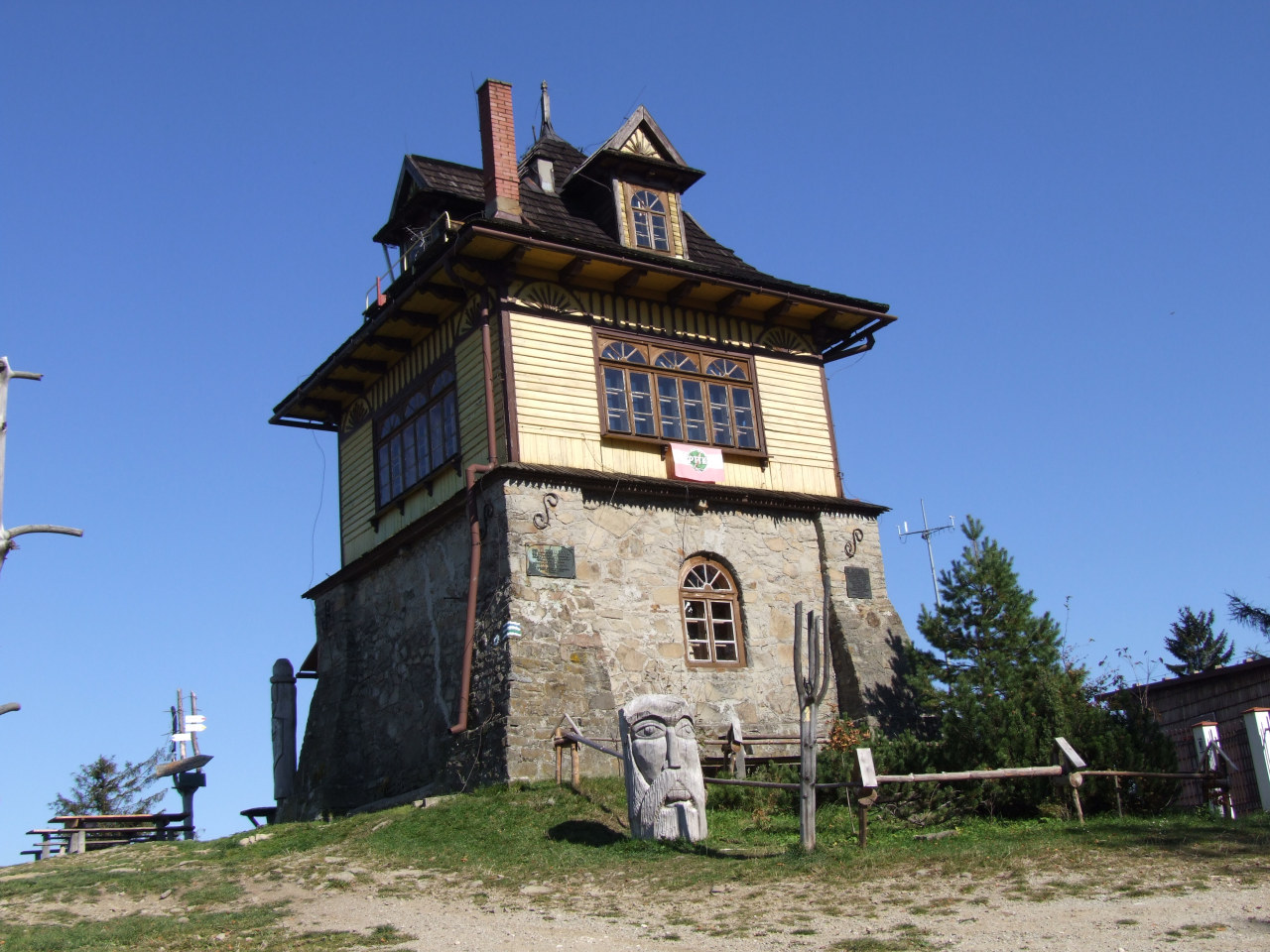
Schronisko PTTK na Luboniu Wielkim
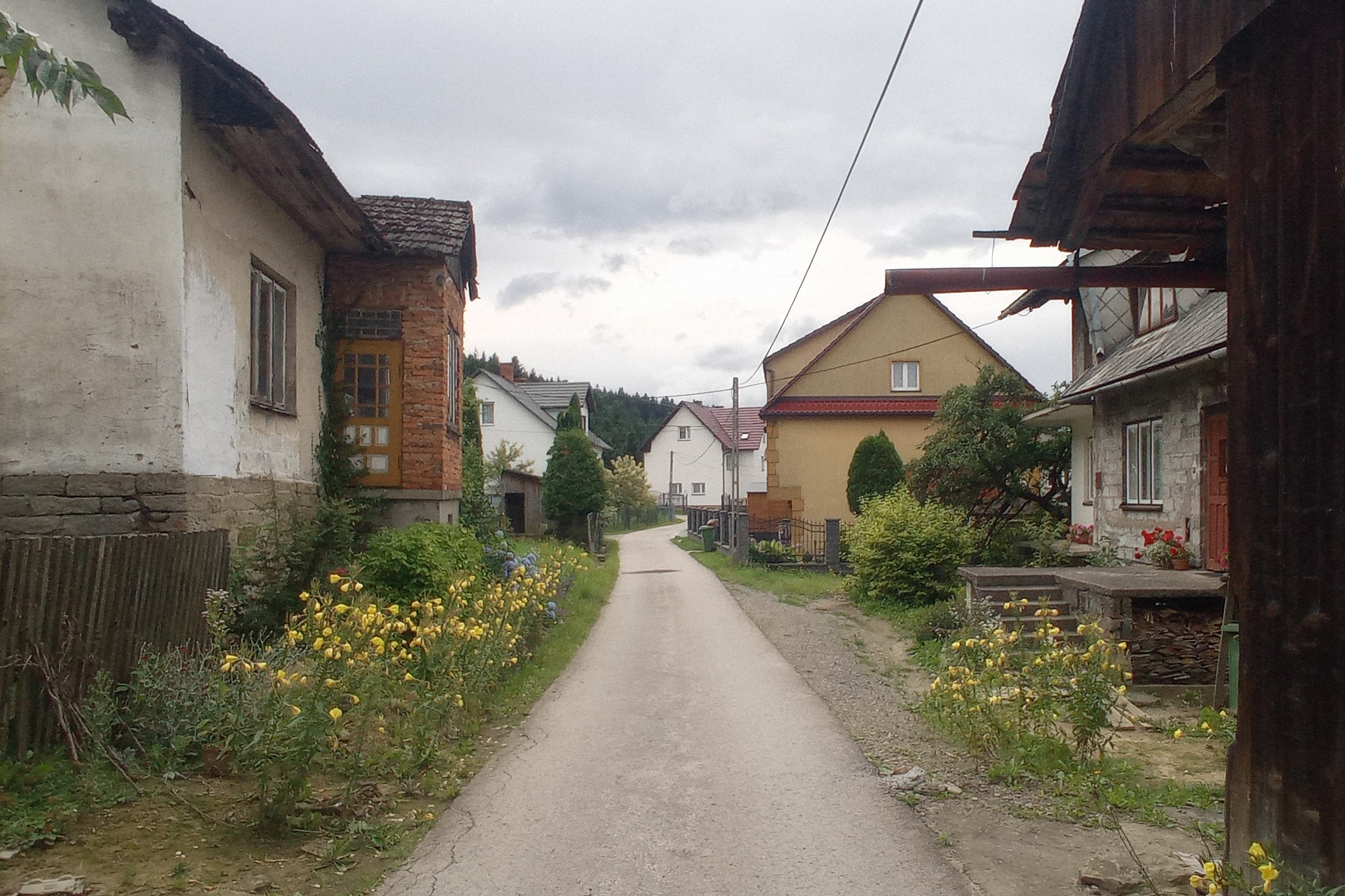
Szlak w Harbutowicach-Końcówce